# Five Forks
Five Forks és una concentració de població designada pel cens dels Estats Units a l'estat de Carolina del Sud. Segons el cens del 2000 tenia 8.064 habitants.

## Demografia
Segons el cens del 2000, Five Forks tenia 8.064 habitants, 2.679 habitatges i 2.301 famílies. La densitat de població era de 403,8 habitants/km².
Dels 2.679 habitatges en un 54,2% hi vivien nens de menys de 18 anys, en un 79% hi vivien parelles casades, en un 5,3% dones solteres, i en un 14,1% no eren unitats familiars. En l'11,5% dels habitatges hi vivien persones soles el 2,1% de les quals corresponia a persones de 65 anys o més que vivien soles. El nombre mitjà de persones vivint en cada habitatge era de 3,01 i el nombre mitjà de persones que vivien en cada família era de 3,28.
Per edats la població es repartia de la següent manera: un 34,6% tenia menys de 18 anys, un 3,8% entre 18 i 24, un 38,4% entre 25 i 44, un 19,3% de 45 a 60 i un 3,8% 65 anys o més.
L'edat mediana era de 33 anys. Per cada 100 dones de 18 o més anys hi havia 97,7 homes.
La renda mediana per habitatge era de 79.128 $ i la renda mediana per família de 84.883 $. Els homes tenien una renda mediana de 65.458 $ mentre que les dones 31.529 $. La renda per capita de la població era de 32.838 $. Entorn de l'1,8% de les famílies i el 2,1% de la població estaven per davall del llindar de pobresa.

## Poblacions més properes
El següent diagrama mostra les poblacions més properes.